# Piernik marchwiowy

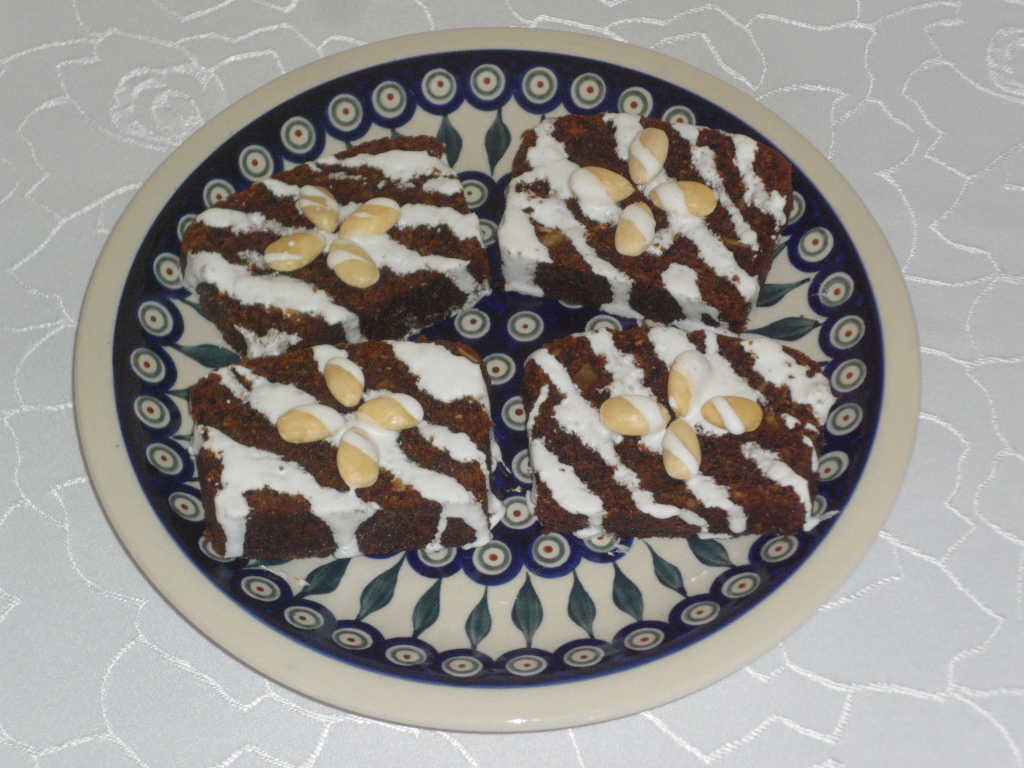
Porcje piernika marchwiowego udekorowane lukrem i migdałami

Piernik marchwiowy – ciasto marchewkowe, odmiana piernika, w której miód zastąpiono marchwią.
Dawniej miód nie należał do produktów łatwo dostępnych. Nie było także jego tańszego zamiennika – miodu sztucznego. Odpowiedzią na to było wymyślanie pierników, w którym miód zastępuje się innymi surowcami – w tym przypadku marchwią i opcjonalnym dodatkiem karmelu. Wyrób taki pachnie i smakuje podobnie jak typowy piernik z miodem.

## Produkt wpisany na polską listę produktów tradycyjnych
Ciasto o nazwie Piernik z marchwi, wypiekane w województwie łódzkim w okolicach Dmosina i Głowna, zostało wpisane 3 marca 2008 na Listę produktów tradycyjnych polskiego Ministerstwa Rolnictwa i Rozwoju Wsi. Do jego wyrobu używa się marchwi w proporcji 1:1 w stosunku do mąki. Nie zawiera ono karmelu i piany ubitej z białek. Ciasto ma lekką, puszystą strukturę, na zewnątrz ma barwę od ciemnobrązowej do czarnej, a miąższ jest brązowy z rudymi refleksami. „Piernik z marchwi” wypiekany był w okolicznych gospodarstwach wiejskich na Boże Narodzenie, ale też i na biesiady okolicznościowe (np. z okazji darcia pierza lub wykopków ziemniaków).